# Alireza Jahanbakhsh
Alireza Jahanbakhsh Jirandeh (tiếng Ba Tư: علیرضا جهانبخش جیرنده, phát âm tiếng Ba Tư: [æliːɾezɑː dʒæhɑːnˈbæxʃ], sinh ngày 11 tháng 8 năm 1993) là một cầu thủ bóng đá chuyên nghiệp người Iran hiện đang thi đấu ở vị trí tiền vệ cánh hoặc tiền vệ tấn công cho câu lạc bộ Eredivisie SC Heerenveen và là đội trưởng của đội tuyển bóng đá quốc gia Iran.

## Thống kê sự nghiệp

### Bàn thắng quốc tế
Bàn thắng và kết quả của Iran được để trước.
| #   | #                    | Ngày                                                       | Địa điểm    | Đối thủ | Bàn thắng | Kết quả                  |
| --- | -------------------- | ---------------------------------------------------------- | ----------- | ------- | --------- | ------------------------ |
| 1.  | 15 tháng 11 năm 2013 | Sân vận động Rajamangala, Bangkok, Thái Lan                | Thái Lan    | 3–0     | 3–0       | Vòng loại World Cup 2014 |
| 2.  | 24 tháng 3 năm 2016  | Sân vận động Azadi, Tehran, Iran                           | Ấn Độ       | 4–0     | 4–0       | Vòng loại World Cup 2018 |
| 3.  | 1 tháng 9 năm 2016   | Sân vận động Azadi, Tehran, Iran                           | Qatar       | 2–0     | 2–0       | Vòng loại World Cup 2018 |
| 4.  | 13 tháng 11 năm 2017 | Sân vận động Goffert, Nijmegen, Hà Lan                     | Venezuela   | 1–0     | 1–0       | Giao hữu                 |
| 5.  | 16 tháng 10 năm 2018 | Sân vận động Azadi, Tehran, Iran                           | Bolivia     | 1–0     | 2–1       | Giao hữu                 |
| 6.  | 20 tháng 1 năm 2019  | Sân vận động Mohammed bin Zayed, Abu Dhabi, UAE            | Oman        | 1–0     | 2–0       | Asian Cup 2019           |
| 7.  | 6 tháng 6 năm 2019   | Sân vận động Azadi, Tehran, Iran                           | Syria       | 1–0     | 5–0       | Giao hữu                 |
| 8.  | 11 tháng 6 năm 2021  | Sân vận động Thành phố Thể thao Khalifa, Isa Town, Bahrain | Campuchia   | 1–0     | 10–0      | Vòng loại World Cup 2022 |
| 9.  | 2 tháng 9 năm 2021   | Sân vận động Azadi, Tehran, Iran                           | Syria       | 1–0     | 1–0       | Vòng loại World Cup 2022 |
| 10. | 7 tháng 9 năm 2021   | Sân vận động Quốc tế Khalifa, Doha, Qatar                  | Iraq        | 1–0     | 3–0       | Vòng loại World Cup 2022 |
| 11. | 12 tháng 10 năm 2021 | Sân vận động Azadi, Tehran, Iran                           | Hàn Quốc    | 1–1     | 1–1       | Vòng loại World Cup 2022 |
| 12. | 29 tháng 3 năm 2022  | Sân vận động Imam Reza, Mashhad, Iran                      | Liban       | 2–0     | 2–0       | Vòng loại World Cup 2022 |
| 13. | 12 tháng 6 năm 2022  | Sân vận động Suheim bin Hamad, Doha, Qatar                 | Algérie     | 1–1     | 1–2       | Giao hữu                 |
| 14. | 13 tháng 6 năm 2023  | Sân vận động Dolen Omurzakov, Bishkek, Kyrgyzstan          | Afghanistan | 5–0     | 6–1       | CAFA Nations Cup 2023    |
| 15. | 17 tháng 10 năm 2023 | Sân vận động Quốc tế Amman, Amman, Jordan                  | Qatar       | 2–0     | 4–0       | Giao hữu                 |
| 16. | 3 tháng 2 năm 2024   | Sân vận động Thành phố Giáo dục, Al Rayyan, Qatar          | Nhật Bản    | 2–1     | 2–1       | AFC Asian Cup 2023       |
| 17. | 7 tháng 2 năm 2024   | Sân vận động Al Thumama, Doha, Qatar                       | Qatar       | 2–2     | 2–3       | AFC Asian Cup 2023       |